# Monodelphis rubida
Espèce
Monodelphis rubida est une espèce de mammifères marsupiaux de la famille des Didelphidae (oppossums).

## Description
L'holotype de Monodelphis rubida, un adulte mâle, mesure 224 mm dont 64 mm pour la queue. 
Cette espèce présente une teinte uniformément châtain-roux sur tout le dessus et les flancs, la tête d'un roux plus vif et la partie postérieure du dos plus foncée. Ventre gris chamoisé terne, poils brun grisâtre à la base et chamoisé terne aux extrémités. Face externe des membres et face supérieure des mains et des pieds roux terne. Queue également rousse sur toute sa surface.

## Répartition
Monodelphis rubida est endémique du Brésil et se rencontre depuis l'État du Goiás jusqu'à celui de São Paulo.

## Systématique
Le nom valide complet (avec auteur) de ce taxon est Monodelphis rubida (Thomas, 1899).
L'espèce a été initialement classée dans le genre Peramys sous le protonyme Peramys rubidus Thomas, 1899.

### Publication originale
- (en) Oldfield Thomas, « On new small mammals from South America », Annals and Magazine of Natural History, Londres, Taylor & Francis, vol. 3, no 14,‎ février 1899, p. 152-155 (ISSN 0374-5481, OCLC 1481361, DOI 10.1080/00222939908678093, lire en ligne).